# Erlbach (Bawaria)
Erlbach – miejscowość i gmina w Niemczech, w kraju związkowym Bawaria, w rejencji Górna Bawaria, w regionie Südostoberbayern, w powiecie Altötting, wchodzi w skład wspólnoty administracyjnej Reischach. Leży około 12 km na północny wschód od Altötting.

## Demografia
| Rok  | Liczba mieszk. |
| ---- | -------------- |
| 1970 | 1 252          |
| 1987 | 1 200          |
| 2000 | 1 273          |

## Polityka
Wójtem gminy jest Franz Watzinger, poprzednio urząd ten obejmował Josef Ostermeier, rada gminy składa się z 12 osób.
|      | Freie Wählergruppe | Neue Liste | Razem |
| 2008 | 10                 | 2          | 12    |
| 2002 | 12                 | -          | 12    |